# Atletica leggera ai Giochi della V Olimpiade - 110 metri ostacoli

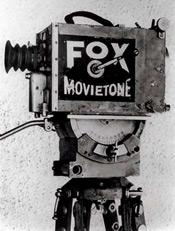
Video della finale (la gara è mostrata dal minuto 4'42" al minuto 5'00")

La competizione dei 110 metri ostacoli di atletica leggera ai Giochi della V Olimpiade si tenne i giorni 11 e 12 luglio 1912 allo Stadio Olimpico di Stoccolma.

## L'eccellenza mondiale
| Record mondiale ed olimpico | 15”0  | Forrest Smithson | N. Qual. |
| Primat. mondiale stagionale | 15”2y | Gerald Anderson  | Presente |

I protagonisti dei Trials statunitensi sono:
- Est: Vaughn Blanchard con 15”6;
- Centro: John Case con 15"4;
- Ovest:  Frederick Kelly con 15"4. A Palo Alto il campione olimpico in carica, Forrest Smithson, si classifica terzo e non si qualifica.

## La gara
Durante la stagione nessuno ha fatto meglio dell'inglese Anderson, che in maggio ha corso in 15"2, stabilendo il nuovo record europeo.
Anderson è l'unico che può competere alla pari con i favoritissimi statunitensi. Ma nei turni eliminatori si infortuna. La finale quindi è una lotta interna tra gli americani, che si piazzano ai primi quattro posti. L'avvio valido avviene dopo due partenze false.

## Risultati

### Turni eliminatori
| 11 Batterie  | 22 partenti    | Si qualificano i primi 2.   |
| 6 Semifinali | 20 concorrenti | Si qualificano i vincitori. |
| Finale       | 6 concorrenti  |                             |

### Batterie
| Pos. | Atleta          | Nazione     | Tempo |
| ---- | --------------- | ----------- | ----- |
| 1    | George Chisholm | Stati Uniti | 15"3  |
| 2    | Károly Solymár  | Ungheria    | 15"8  |

| Pos. | Atleta          | Nazione     | Tempo |
| ---- | --------------- | ----------- | ----- |
| 1    | John Eller      | Stati Uniti | 16"0  |
| 2    | Laurie Anderson | Regno Unito | 18"6  |

| 1 | Martin Hawkins | Stati Uniti | 16"1 |
| 2 | Géo André      | Francia     | 16"8 |

| Pos. | Atleta            | Nazione   | Tempo |
| ---- | ----------------- | --------- | ----- |
| 1    | Ferdinand Bie     | Norvegia  | 16"2  |
| 2    | Valdemar Wickholm | Finlandia | 16"6  |

| Pos. | Atleta      | Nazione | Tempo |
| ---- | ----------- | ------- | ----- |
| 1    | Pablo Eitel | Cile    | 17"2  |

| Pos. | Atleta           | Nazione     | Tempo |
| ---- | ---------------- | ----------- | ----- |
| 1    | Marius Delaby    | Francia     | 16"0  |
| 2    | Vaughn Blanchard | Stati Uniti | 16"0  |
| 3    | Alfredo Pagani   | Italia      | ND    |

| Pos. | Atleta          | Nazione     | Tempo |
| ---- | --------------- | ----------- | ----- |
| 1    | Edwin Pritchard | Stati Uniti | 16"4  |
| 2    | Henry Blakeney  | Regno Unito | 17"4  |

| Pos. | Atleta             | Nazione     | Tempo |
| ---- | ------------------ | ----------- | ----- |
| 1    | John Nicholson     | Stati Uniti | 15"5  |
| 2    | Daciano Colbachini | Italia      | 16"1  |

| Pos. | Atleta     | Nazione     | Tempo |
| ---- | ---------- | ----------- | ----- |
| 1    | Fred Kelly | Stati Uniti | 16"4  |

| Pos. | Atleta                    | Nazione     | Tempo |
| ---- | ------------------------- | ----------- | ----- |
| 1    | John Case                 | Stati Uniti | 16"3  |
| 2    | Hermann von Bönninghausen | Germania    | 17"0  |

| Pos. | Atleta         | Nazione     | Tempo |
| ---- | -------------- | ----------- | ----- |
| 1    | Kenneth Powell | Regno Unito | 15"6  |
| 2    | James Wendell  | Stati Uniti | 15"7  |
| 3    | Frank Lukeman  | Canada      | ND    |

### Semifinali
(tempo stimato tra parentesi)
| Pos. | Atleta         | Nazione     | Tempo  |
| ---- | -------------- | ----------- | ------ |
| 1    | Kenneth Powell | Regno Unito | 15"6   |
| 2    | John Eller     | Stati Uniti | (15"7) |
| 3    | Ferdinand Bie  | Norvegia    | (15"8) |
| 4    | Pablo Eitel    | Cile        | ND     |

| Pos. | Atleta             | Nazione     | Tempo  |
| ---- | ------------------ | ----------- | ------ |
| 1    | Martin Hawkins     | Stati Uniti | 15"7   |
| 2    | Daciano Colbachini | Italia      | (16"0) |
| 3    | Marius Delaby      | Francia     | (16"2) |
| -    | Károly Solymár     | Ungheria    | Rit.   |

| Pos. | Atleta                    | Nazione     | Tempo  |
| ---- | ------------------------- | ----------- | ------ |
| 1    | John Nicholson            | Stati Uniti | 15"4   |
| 2    | Hermann von Bönninghausen | Germania    | (15"9) |
| 3    | Vaughn Blanchard          | Stati Uniti | (16"0) |

| Pos. | Atleta          | Nazione     | Tempo  |
| ---- | --------------- | ----------- | ------ |
| 1    | James Wendell   | Stati Uniti | 15"5   |
| 2    | George Chisholm | Stati Uniti | (15"7) |
| -    | Laurie Anderson | Regno Unito | Rit.   |

| Pos. | Atleta            | Nazione     | Tempo  |
| ---- | ----------------- | ----------- | ------ |
| 1    | Fred Kelly        | Stati Uniti | 15"6   |
| 2    | Valdemar Wickholm | Finlandia   | (16"6) |
| 3    | Henry Blakeney    | Regno Unito | ND     |

| Pos. | Atleta          | Nazione     | Tempo  |
| ---- | --------------- | ----------- | ------ |
| 1    | John Case       | Stati Uniti | 15"6   |
| 2    | Edwin Pritchard | Stati Uniti | (15"6) |
| 3    | Géo André       | Francia     | ND     |

### Finale
Sono ufficializzati i tempi dei primi tre classificati.
| Pos.    | Atleta         | Età | Nazione     | Tempo ufficiale | Tempo ufficioso |
| ------- | -------------- | --- | ----------- | --------------- | --------------- |
| Oro     | Fred Kelly     | 21  | Stati Uniti | 15"1            |                 |
| Argento | James Wendell  |     | Stati Uniti | 15"2            |                 |
| Bronzo  | Martin Hawkins |     | Stati Uniti | 15"3            |                 |
| 4       | John Case      |     | Stati Uniti |                 | 15"3            |
| 5       | Kenneth Powell |     | Regno Unito |                 | 15"5            |
| -       | John Nicholson |     | Stati Uniti |                 | Rit.            |